# نسبة الجنس البشري
| البلدان التي بها إناث أكثر من الذكور البلدان التي بها عدد ذكور أكثر من الإناث البلدان ذات النسب المتشابهة جدًا من الذكور والإناث (إلى 3 أرقام مهمة, أي 1.00 ذكر مقابل 1.00 أنثى) لايوجد بيانات |

خريطة توضح نسبة الجنس البشري حسب الدولة.

نسبة الجنس حسب البلد لإجمالي السكان. يمثل اللون الأزرق عددًا أكبر من الرجال والفتيان, بينما يمثل اللون الأحمر عددًا أكبر من النساء والفتيات مقارنة بالمتوسط العالمي البالغ 1.01 ذكر / أنثى.

نسبة الجنس حسب الدولة للسكان الذين تقل أعمارهم عن 15 عامًا. يمثل اللون الأزرق عددًا أكبر من الأولاد, بينما يمثل اللون الأحمر عدد الفتيات أكثر من المتوسط العالمي البالغ 1.07 ذكر / أنثى.

نسبة الجنس حسب الدولة لمن تزيد أعمارهم عن 65 عامًا. يمثل اللون الأزرق عددًا أكبر من الرجال, بينما يمثل اللون الأحمر عددًا أكبر من النساء مقارنة بالمتوسط العالمي البالغ 0.81 ذكر / أنثى.

في الأنثروبولوجيا والديموغرافيا، نسبة الجنس البشري هي نسبة الذكور إلى الإناث في السكان. يتوفر المزيد من البيانات للبشر أكثر من أي نوع آخر، وتتم دراسة نسبة الجنس البشري أكثر من أي نوع آخر، ولكن تفسير هذه الإحصائيات قد يكون صعبًا.
مثل معظم الأنواع الجنسية، فإن نسبة الجنس في البشر قريبة من 1: 1. في البشر، تكون النسبة الطبيعية بين الذكور والإناث عند الولادة متحيزة قليلاً تجاه جنس الذكور، ويُقدر بحوالي 1.05 أو 1.06 أو ضمن نطاق ضيق من 1.03 إلى 1.06 ذكر / لكل أنثى ولد. قد ينشأ عدم التوازن بين الجنسين نتيجة لعوامل مختلفة بما في ذلك العوامل الطبيعية، والتعرض لمبيدات الآفات والملوثات البيئية، ضحايا الحرب، والإجهاض الانتقائي بسبب الجنس، ووأد الأطفال، الشيخوخة، وقتل الإناث، ومشاكل تسجيل المواليد.
نسبة الجنس لجميع سكان العالم هي 101 ذكر إلى 100 أنثى (2021 تقديرات.). يتم الإبلاغ عن نسب الجنس البشري، سواء عند الولادة أو في السكان ككل، بأي من الطرق الأربع: نسبة الذكور إلى الإناث، ونسبة الإناث إلى الذكور، ونسبة الذكور، أو نسبة الإناث. إذا كان هناك 108,000 ذكر و 100,000 أنثى فإن نسبة الذكور للإناث 1.080 ونسبة الذكور 51.9٪. غالبًا ما تستخدم الأدبيات العلمية نسبة الذكور. تستخدم هذه المادة نسبة الذكور إلى الإناث، ما لم ينص على خلاف ذلك.

## النسبة الطبيعية

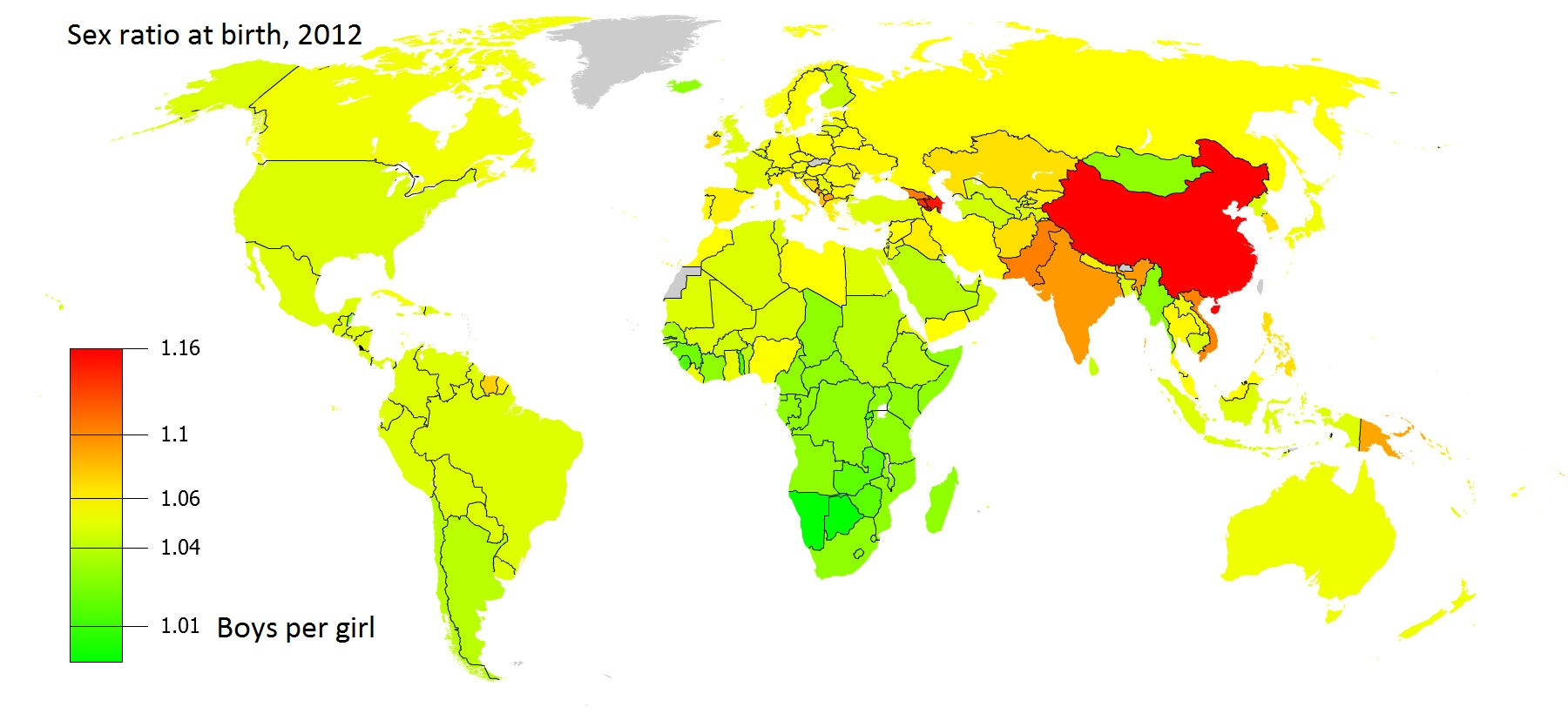
خريطة العالم لنسب المواليد بين الجنسين, 2012. رمادي = لا توجد بيانات

في دراسة أجريت حول عام 2002, قدرت نسبة الجنس الطبيعي عند الولادة ضمن نطاق ضيق من 1.07 إلى 1.03 ذكر / أنثى. يقترح بعض العلماء أن الدول التي تعتبر أن لديها ممارسات مهمة في اختيار جنس الجنين قبل الولادة هي تلك التي لديها نسب جنسية عند الولادة تبلغ 1.08 وما فوق (الاختيار ضد الإناث) و 1.02 وما دون (الاختيار ضد الذكور). وقد شكك بعض العلماء في هذا الافتراض.
معدل وفيات الرضع أعلى بكثير بين الأولاد منه لدى الفتيات في معظم أنحاء العالم. تم تفسير ذلك من خلال الاختلافات بين الجنسين في التركيب الجيني والبيولوجي، حيث يكون الأولاد أضعف بيولوجيًا وأكثر عرضة للأمراض والوفاة المبكرة. لقد وجدت الدراسات الحديثة أن العديد من العوامل البيئية السابقة للحمل أو ما قبل الولادة تؤثر على احتمال أن يكون الطفل ذكراً أو أنثى. تم اقتراح أن هذه العوامل البيئية تفسر أيضًا الفروق بين الجنسين في معدل الوفيات. في معظم السكان، يميل الذكور البالغين إلى أن يكون لديهم معدلات وفيات أعلى من الإناث البالغات في نفس العمر (حتى بعد الأخذ في الاعتبار الأسباب الخاصة بالإناث مثل الوفاة أثناء الولادة), وذلك بسبب أسباب طبيعية مثل النوبات القلبية والسكتات الدماغية، والتي تكون مسؤولة عن إلى حد بعيد غالبية الوفيات، وكذلك أسباب العنف، مثل القتل والحرب، مما أدى إلى ارتفاع متوسط العمر المتوقع للإناث. على سبيل المثال، في الولايات المتحدة، اعتبارًا من عام 2006, يكون الرجل البالغ غير المسن أكثر عرضة بنسبة 3 إلى 6 مرات للوقوع ضحية لجريمة قتل و 2.5 إلى 3.5 مرات أكثر عرضة للوفاة في حادث من الأنثى نفسها. سن. وبالتالي، فإن نسبة الجنس تميل إلى الانخفاض مع تقدم العمر، وعادة ما تكون هناك نسبة أكبر من الإناث بين كبار السن. على سبيل المثال، تنخفض نسبة الذكور إلى الإناث من 1.05 للمجموعة التي تتراوح أعمارها بين 15 و 65 إلى 0.70 للمجموعة الأكبر من 65 عامًا في ألمانيا، ومن 1.00 إلى 0.72 في الولايات المتحدة، ومن 1.06 إلى 0.91 في الصين القارية، ومن 1.07 إلى 1.02 في الهند. 
في الولايات المتحدة، كانت النسب الجنسية عند الولادة خلال الفترة 1970-2002 هي 1.05 للسكان البيض من غير ذوي الأصول الأسبانية، و 1.04 للأمريكيين المكسيكيين، و 1.03 للأمريكيين من أصل أفريقي والهنود، و 1.07 للأمهات من أصل صيني أو فلبيني. بين دول أوروبا الغربية حوالي عام 2001, تراوحت النسب من 1.04 في بلجيكا إلى 1.07 في سويسرا، إيطاليا، أيرلندا والبرتغال. في النتائج الإجمالية لـ 56 مسحًا ديموغرافيًا وصحيًا في البلدان الأفريقية، كانت النسبة 1.03, وإن كان مع تباين كبير من بلد إلى آخر.

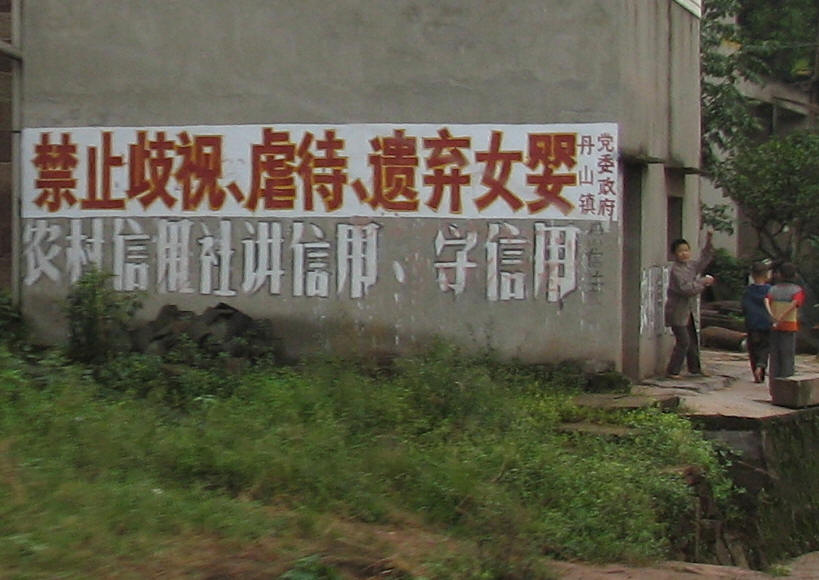
لافتة على جانب الطريق في ريف سيتشوان: «ممنوع التمييز ضد الفتيات الصغيرات أو الإساءة إليهن أو التخلي عنهن».

هناك جدل حول ما إذا كانت نسب الجنس خارج النطاق 1.03-1.07 ناتجة عن اختيار الجنس، كما اقترح بعض العلماء، أو لأسباب طبيعية. يجادل بعض العلماء بأن العوامل الاجتماعية والاقتصادية القوية مثل نظام المهر في الهند وسياسة الطفل الواحد في الصين هي المسؤولة عن اختيار جنس الجنين قبل الولادة. في مقال يُستشهد به على نطاق واسع، أيد أمارتيا سين مثل هذه الآراء. يجادل باحثون آخرون بأن النسبة غير المتوازنة بين الجنسين لا ينبغي اعتبارها تلقائيًا دليلاً على اختيار جنس الجنين قبل الولادة؛ أفاد ميشيل غارين أن العديد من الدول الأفريقية شهدت، على مدى عقود، نسب المواليد بين الجنسين أقل من 1.00, أي أن عدد الفتيات يولدن أكثر من الأولاد. أبلغت أنغولا وبوتسوانا وناميبيا عن نسب بين المواليد بين 0.94 و 0.99, وهي تختلف تمامًا عن النسبة المفترضة «الطبيعية» بين الجنسين، مما يعني أن عدد الفتيات المولودين في هذه المجتمعات أكبر بكثير.
في دراسة مكثفة أجريت في عام 2005 حول نسبة الجنس عند الولادة في الولايات المتحدة من عام 1940 على مدار 62 عامًا، اقترحت الأدلة الإحصائية ما يلي:
- بالنسبة للأمهات اللائي أنجبن طفلهن الأول، كان إجمالي نسبة الجنس عند الولادة 1.06 بشكل عام، مع بعض السنوات عند 1.07.
- بالنسبة للأمهات اللائي لديهن أطفال بعد الأول، انخفضت هذه النسبة باستمرار مع كل طفل إضافي من 1.07 إلى 1.03.
- أثر عمر الأم على النسبة:
  - كانت النسبة الإجمالية 1.05 للأمهات اللائي تتراوح أعمارهن بين 25 و 35 عامًا وقت الولادة
  - الأمهات اللواتي تقل أعمارهن عن 15 عامًا أو أكثر من 40 عامًا أنجبن أطفالًا بنسبة جنس تتراوح بين 0.94 و 1.11, ونسبة إجمالية بين الجنسين 1.05

## العوامل المؤثرة على نسبة الجنس عند البشر

### مبدأ فيشر
مبدأ فيشر هو تفسير لسبب أن نسبة الجنس لمعظم الأنواع تقارب 1: 1. أوجزها رونالد فيشر في كتابه عام 1930, إنها حجة من حيث إنفاق الوالدين. يجادل في الأساس بأن نسبة 1: 1 هي إستراتيجية مستقرة تطوريًا.

### عوامل طبيعية
العوامل الطبيعية التي تؤثر على نسبة الجنس البشري هي مجال نشط للبحث العلمي. تم نشر أكثر من 1,000 مقال في مجلات مختلفة. جيمس WH James اثنين من المراجعات التي كثيرا ما يتم الاستشهاد بها للدراسات العلمية حول نسبة الجنس البشري. تستند الدراسات العلمية إلى سجلات شاملة للمواليد والوفيات في إفريقيا والأمريكتين وآسيا وأستراليا وأوروبا. يمتد عدد قليل من هذه الدراسات إلى أكثر من 100 عام من البيانات السنوية لنسبة الجنس البشري لبعض البلدان. تشير هذه الدراسات إلى أن نسبة الجنس البشري، سواء عند الولادة أو عند نضوج السكان، يمكن أن تختلف اختلافًا كبيرًا وفقًا لعدد كبير من العوامل، مثل عمر الأب، وعمر الأم، والولادة بصيغة الجمع، وترتيب الولادة، وأسابيع الحمل، والعرق، وصحة الوالدين. التاريخ، والضغط النفسي للوالدين. من اللافت للنظر أن الاتجاهات في نسبة الجنس البشري ليست متسقة عبر البلدان في وقت معين، أو بمرور الوقت لبلد معين. في البلدان المتقدمة اقتصاديًا، وكذلك البلدان النامية، وجدت هذه الدراسات العلمية أن نسبة الجنس البشري عند الولادة قد تفاوتت تاريخيًا بين 0.94 و 1.15 لأسباب طبيعية.
في ورقة علمية نُشرت في عام 2008, جيمس أن الافتراضات التقليدية كانت:
- هناك أعداد متساوية من الكروموسومات X و Y في الحيوانات المنوية للثدييات
- تتمتع X و Y بفرصة متساوية لتحقيق الحمل
- لذلك يتم تكوين أعداد متساوية من الذكور والإناث من الزيجوت
- لذلك فإن أي اختلاف في نسبة الجنس عند الولادة يرجع إلى اختيار الجنس بين الحمل والولادة.

يحذر جيمس من أن الأدلة العلمية المتاحة تقف ضد الافتراضات والاستنتاجات المذكورة أعلاه. ويذكر أن هناك زيادة في عدد الذكور عند الولادة في جميع السكان تقريبًا، وأن نسبة الجنس الطبيعية عند الولادة عادة ما تكون بين 1.02 و 1.08. ومع ذلك، قد تنحرف النسبة بشكل كبير عن هذا النطاق لأسباب طبيعية.
ذكرت ورقة علمية عام 1999 نشرتها جاكوبسن أن نسبة الجنس لـ 815,891 طفلًا ولدوا في الدنمارك بين عامي 1980 و 1993. قاموا بدراسة سجلات المواليد لتحديد آثار الولادة المتعددة، وترتيب المواليد، وعمر الوالدين، وجنس الأشقاء السابقين على نسبة الذكور باستخدام جداول الطوارئ، واختبارات مربع كاي وتحليل الانحدار. انخفضت نسبة الجنس الثانوي مع زيادة عدد الأطفال لكل ولادة جمع ومع سن الأب، في حين لم يلاحظ أي تأثير مستقل مهم لعمر الأم أو ترتيب الولادة أو عوامل طبيعية أخرى.
ورقة بحثية عام 2009 نشرها Branum et al. تشير إلى نسبة الجنس المستمدة من البيانات في سجلات المواليد في الولايات المتحدة على مدى 25 سنة (1981-2006). تشير هذه الورقة إلى أن نسبة الجنس عند الولادة للمجموعة العرقية البيضاء في الولايات المتحدة كانت 1.04 عندما كان عمر الحمل 33-36 أسبوعًا، ولكن 1.15 لأعمار الحمل التي تقل عن 28 أسبوعًا، و 28 - 32 أسبوعًا، و 37 أو أكثر. أسابيع. وجدت هذه الدراسة أيضًا أن نسب الجنس عند الولادة في الولايات المتحدة، بين عامي 1981 و 2006, كانت أقل في كل من المجموعات العرقية السوداء والإسبانية عند مقارنتها بالمجموعة العرقية البيضاء غير الإسبانية.
تظل العلاقة بين العوامل الطبيعية ونسبة الجنس البشري عند الولادة، ومع الشيخوخة، مجالًا نشطًا للبحث العلمي.

### العوامل البيئية

#### آثار تغير المناخ
درس علماء مختلفون مسألة ما إذا كانت نسب المواليد البشرية قد تأثرت تاريخيًا بالضغوط البيئية مثل تغير المناخ والاحترار العالمي. تظهر العديد من الدراسات أن ارتفاع درجة الحرارة يرفع نسبة المواليد الذكور، لكن أسباب ذلك محل خلاف. كاتالانو وآخرون ذكرت أن الطقس البارد هو ضغوط بيئية، والنساء اللائي يتعرضن للطقس البارد يجهضن الأجنة الذكور الضعيفة بنسبة أكبر، مما يقلل من نسب المواليد بين الجنسين. لكن ضغوط الطقس البارد تعمل أيضًا على إطالة عمر الذكور، وبالتالي زيادة نسبة الجنس البشري في الأعمار الأكبر. وجد فريق كاتالانو أن 1 زيادة درجة الحرارة المئوية في درجة الحرارة السنوية تتنبأ بذكر أكثر من المتوقع لكل 1,000 أنثى مولودة في السنة.
هيلي وآخرون. درسوا 138 سنة من بيانات نسبة المواليد بين الجنسين، من 1865 إلى 2003. وجدوا زيادة فائضة في الولادات الذكور خلال فترات الإجهاد الخارجي (الحرب العالمية الثانية) وخلال السنوات الدافئة. في الفترة الأكثر دفئًا خلال 138 عامًا، بلغت نسبة المواليد ذروتها عند حوالي 1.08 في شمال أوروبا. زيادة نسبة الجنس ل 1 كانت الزيادة في درجة الحرارة بنفس درجة الحرارة تقريبًا نتيجة لفريق كاتالانو.

#### آثار بيئة الحمل
يبدو أن أسباب الإجهاد أثناء الحمل، مثل سوء تغذية الأمهات بشكل عام تزيد من وفيات الأجنة خاصة بين الذكور، مما يؤدي إلى انخفاض نسبة الذكور إلى الإناث عند الولادة. أيضًا، يُعتقد أن ارتفاع معدل الإصابة بفيروس التهاب الكبد ب في السكان يزيد من نسبة الذكور إلى الإناث، في حين يُعتقد أن بعض المخاطر الصحية البيئية غير المبررة لها تأثير معاكس.
آثار بيئة الحمل على نسبة الجنس البشري معقدة وغير واضحة، مع العديد من التقارير المتضاربة. على سبيل المثال، Oster et al. فحصت مجموعة بيانات من 67,000 ولادة في الصين، 15 في المئة منهم كانوا من حاملي التهاب الكبد بي. لم يجدوا أي تأثير على نسبة المواليد من وجود التهاب الكبد B في الأمهات أو الآباء.

#### آثار التلوث الكيميائي

مقارنة بين تراكيب الهرمون الطبيعي إستراديول (على اليسار) وأحد مركبات الفينول اللاونيل (على اليمين), الذي يسبب اضطراب الغدد الصماء.

أشارت دراسة استقصائية أجراها برنامج القطب الشمالي للرصد والتقييم في عام 2007 إلى انخفاض غير طبيعي في نسب الجنس في قرى القطب الشمالي الروسية وقرى الإنويت في جرينلاند وكندا، وعزت هذا الاختلال إلى مستويات عالية من اضطرابات الغدد الصماء في دماء السكان، بما في ذلك مركبات ثنائي الفينيل متعدد الكلور ودي دي تي. يُعتقد أن هذه المواد الكيميائية قد تراكمت في أنسجة الأسماك والحيوانات التي تشكل الجزء الأكبر من وجبات هؤلاء السكان. ومع ذلك، كما هو مذكور في قسم العوامل الاجتماعية أدناه، من المهم استبعاد التفسيرات البديلة، بما في ذلك التفسيرات الاجتماعية، عند فحص مجموعات بشرية كبيرة قد يتغير تكوينها حسب العرق والعرق.
يقدم تقرير عام 2008 دليلًا إضافيًا على تأثيرات المواد الكيميائية المؤنثة على نمو الذكور في كل فئة من أنواع الفقاريات كظاهرة عالمية، مما قد يؤدي إلى انخفاض نسبة الجنس لدى البشر وانخفاض محتمل في عدد الحيوانات المنوية. من بين أكثر من 100,000 مادة كيميائية تم إدخالها مؤخرًا، فإن 99 ٪ منها تخضع للتنظيم السيئ.
تشمل العوامل الأخرى التي يمكن أن تؤثر على نسبة الجنس ما يلي:
- يُعرف الوضع الاجتماعي للأم بأنه عامل في التأثير على نسبة الجنس لبعض الحيوانات مثل الخنازير،[41] ولكن ليس في البشر على ما يبدو.[42]
- ما إذا كانت الأم لديها شريك أو شبكة دعم أخرى،[43] على الرغم من أن هذا الارتباط يؤخذ في الاعتبار على نطاق واسع نتيجة عامل ثالث غير معروف.
- خط العرض، مع البلدان القريبة من خط الاستواء التي تنتج إناثًا أكثر من تلك الموجودة بالقرب من القطبين.[44]

تشير دراسات علمية أخرى إلى أن التأثيرات البيئية على نسبة الجنس البشري عند الولادة إما محدودة أو غير مفهومة بشكل صحيح. على سبيل المثال، تشير ورقة بحثية نُشرت في عام 1999, من قبل علماء من المعهد الوطني للصحة العامة في فنلندا، إلى تأثير المواد الكيميائية البيئية والتغيرات في نسبة الجنس على مدار 250 عامًا في فنلندا. قام هذا الفريق العلمي بتقييم ما إذا كانت البيانات الفنلندية طويلة الأجل متوافقة مع الفرضية القائلة بأن الانخفاض في نسبة المواليد من الذكور إلى الإناث في البلدان الصناعية ناتج عن عوامل بيئية. قاموا بتحليل النسبة بين الجنسين للمواليد من ملفات الإحصاء الفنلندي وجميع المواليد الأحياء في فنلندا من 1751 إلى 1997. ووجدوا زيادة في نسبة الذكور من 1751 إلى 1920 ؛ تبع ذلك انخفاض وتوقف عن طريق الذروة في مواليد الذكور أثناء وبعد الحرب العالمية الأولى والحرب العالمية الثانية. لا يمكن لأي من العوامل الطبيعية مثل عمر الأب، وعمر الأم، وفرق عمر الوالدين، وترتيب الميلاد أن يفسر اتجاهات الوقت. وجد العلماء أن نسبة الذروة لنسبة الذكور تسبق فترة التصنيع أو إدخال المبيدات الحشرية أو الأدوية الهرمونية، مما يجعل الارتباط السببي بين المواد الكيميائية البيئية ونسبة الجنس البشري عند الولادة أمرًا غير محتمل. علاوة على ذلك، يدعي هؤلاء العلماء أن الاتجاهات التي وجدوها في فنلندا مشابهة لتلك التي لوحظت في البلدان الأخرى ذات التلوث الأسوأ واستخدام المبيدات الحشرية بشكل أكبر.
وجدت بعض الدراسات أن أنواعًا معينة من التلوث البيئي، وخاصة الديوكسينات تؤدي إلى ارتفاع معدلات المواليد عند الإناث.

### عوامل اجتماعية

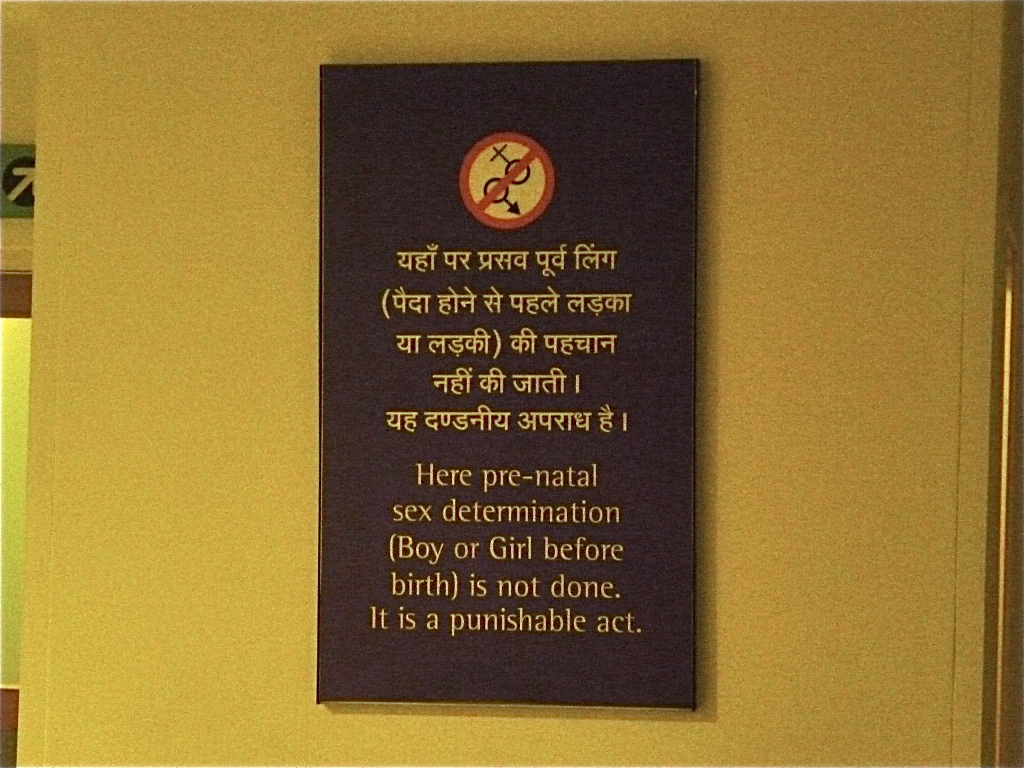
تسجيل الدخول إلى مستشفى هندي يوضح أن تحديد جنس الجنين قبل الولادة لا يتم هناك وأنه غير قانوني.

يُعتقد أن الإجهاض الانتقائي على أساس الجنس ووأد الأطفال يؤديان إلى انحراف كبير في النسبة التي تحدث بشكل طبيعي في بعض السكان، مثل الصين، حيث أدى إدخال التصوير بالموجات فوق الصوتية في أواخر الثمانينيات إلى نسبة المواليد (الذكور إلى الإناث) من 1.181 (مسؤول 2010) بيانات التعداد للصين). يفيد تعداد الهند لعام 2011 أن نسبة الجنس في الهند في الفئة العمرية 0-6 سنة عند 1.088. نسب المواليد بين الجنسين لعام 2011 في الصين والهند أعلى بكثير من متوسط النسبة المسجلة في الولايات المتحدة من عام 1940 حتى عام 2002 (1.051)؛ ومع ذلك، فإن النسب بين الجنسين عند الولادة تقع ضمن النطاق 0.98-1.14 الذي لوحظ في الولايات المتحدة لمجموعات عرقية مهمة خلال نفس الفترة الزمنية. :10إلى جانب الدول الآسيوية، أبلغ عدد من دول أوروبا والشرق الأوسط وأمريكا اللاتينية مؤخرًا عن ارتفاع نسب المواليد بين الجنسين في النطاق 1.06 إلى 1.14. يزعم البعض أن ارتفاع نسب المواليد بين الجنسين قد يكون ناتجًا جزئيًا عن عوامل اجتماعية.
معدلات الجنس المُبلغ عنها عند الولادة، خارج النطاق النموذجي من 1.03 إلى 1.07, تستدعي تفسيرًا من نوع ما.
تم استلهام فرضية أخرى من النسب المرتفعة والمستمرة للجنس عند الولادة التي لوحظت في جورجيا وأرمينيا - كلا المجتمعات المسيحية ذات الغالبية الأرثوذكسية - وأذربيجان، وهي مجتمع يغلب عليه المسلمون. منذ استقلالهم عن الاتحاد السوفيتي، ارتفعت نسبة المواليد بين الجنسين في دول القوقاز هذه بشكل حاد إلى ما بين 1.11 و 1.20, وهي من أعلى النسب في العالم. ميسلي وآخرون. ضع في اعتبارك الفرضية القائلة بأن نسبة المواليد المرتفعة قد تكون بسبب الاتجاه الاجتماعي لأكثر من طفلين لكل أسرة، ومن المحتمل أن يؤثر ترتيب المواليد على نسبة الجنس في هذه المنطقة من العالم. كما أنهم يعتبرون الفرضية القائلة بأن الأبناء مفضلون في بلدان القوقاز هذه، وانتشار عمليات الفحص، ووجود ممارسة للإجهاض الانتقائي بسبب جنس الجنين ؛ ومع ذلك، يعترف العلماء بأنه ليس لديهم دليل قاطع على أن الإجهاض الانتقائي بسبب جنس الجنين يحدث بالفعل أو أنه لا توجد أسباب طبيعية لارتفاع نسب المواليد الجنسية باستمرار.
كمثال على كيف يمكن للتكوين الاجتماعي للسكان أن يُحدث تغييرات غير عادية في نسب الجنس، في دراسة أجريت في عدة مقاطعات في كاليفورنيا حيث لوحظ انخفاض نسب الجنس، لاحظ سميث وفون بهرين «في البيانات الأولية، ولادة الذكور النسبة آخذة في الانخفاض بالفعل. ومع ذلك، خلال هذه الفترة، كانت هناك أيضًا تحولات في التركيبة السكانية التي تؤثر على نسبة الجنس. التحكم في ترتيب المواليد وعمر الوالدين والعرق / الإثنية، ظهرت اتجاهات مختلفة. استمرت المواليد البيض (التي تمثل أكثر من 80٪) في إظهار انخفاض ذي دلالة إحصائية، بينما أظهرت المجموعات العرقية الأخرى انخفاضات غير ذات دلالة إحصائية (يابانية، وأمريكية أصلية، وغيرها), أو تغير بسيط أو معدوم (أسود), أو زيادة (الصينية)). أخيرًا، عندما تم تقسيم الولادات البيضاء إلى منحدرين من أصل إسباني وغير إسباني (ممكن منذ عام 1982), وجد أن كلا المجموعتين الفرعيتين البيض تشير إلى زيادة في المواليد الذكور». وخلصوا إلى أن «الانخفاض في المواليد الذكور في كاليفورنيا يُعزى إلى حد كبير إلى التغيرات في التركيبة السكانية».

#### الزواج المبكر وسن الوالدين
قامت العديد من الدراسات بفحص بيانات نسبة المواليد البشرية لتحديد ما إذا كانت هناك علاقة طبيعية بين عمر الأم أو الأب ونسبة المواليد بين الجنسين. على سبيل المثال، درس رودر 1.67 مليون ولادة في 33 ولاية في الولايات المتحدة للتحقيق في تأثير أعمار الوالدين على النسب الجنسية عند الولادة. وبالمثل، جاكوبسن وآخرون. درسوا 0.82 مليون ولادة في الدنمارك لنفس الهدف. وجد هؤلاء العلماء أن عمر الأم ليس له دور مهم إحصائيًا في نسبة المواليد البشرية. ومع ذلك، فقد أبلغوا عن تأثير كبير لعمر الأب. يولد عدد أكبر بشكل ملحوظ من الأطفال الذكور لكل 1,000 أنثى لآباء أصغر من الآباء الأكبر سنًا. تشير هذه الدراسات إلى أن العوامل الاجتماعية مثل الزواج المبكر وإنجاب الذكور لأطفالهم الصغار قد تلعب دورًا في رفع نسب المواليد بين الجنسين في مجتمعات معينة.

#### مصادر البيانات وقضايا جودة البيانات

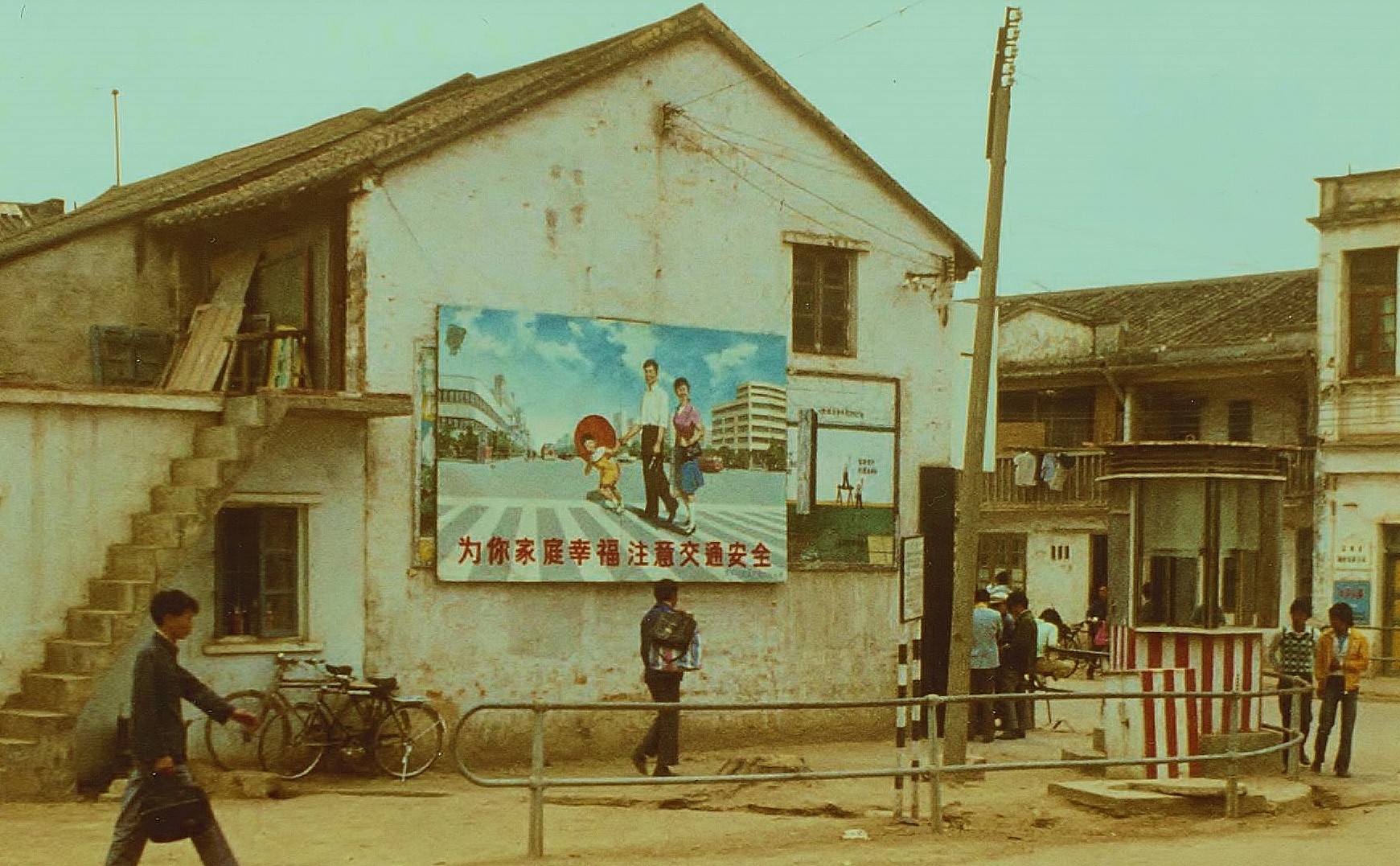
ملصق من عام 1982 يظهر أسرة صينية لديها طفل واحد

## اختلال التوازن بين الجنسين

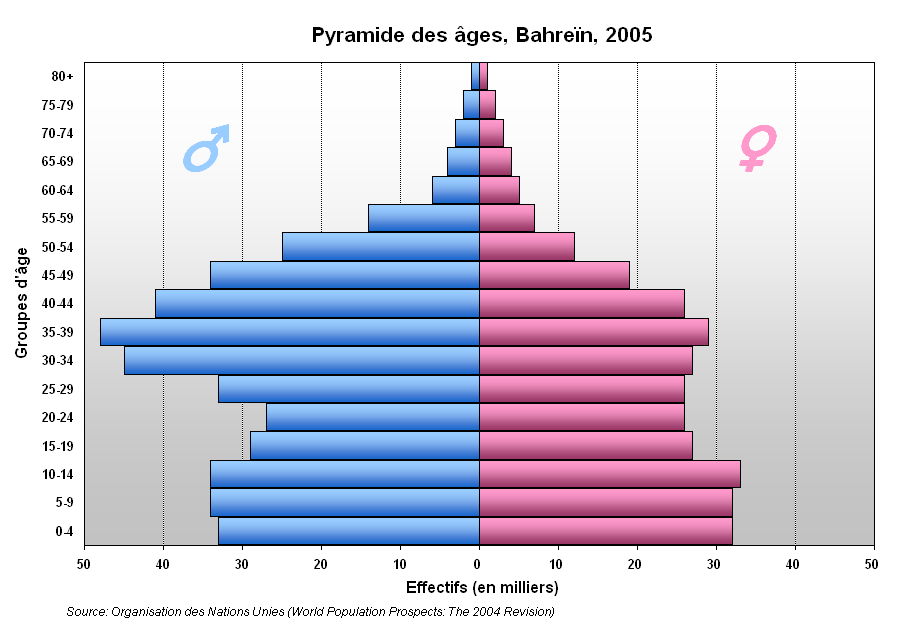
اختلال التوازن بين الجنسين في البحرين بسبب السياسات التي تقيد أزواج وأطفال العمالة الوافدة

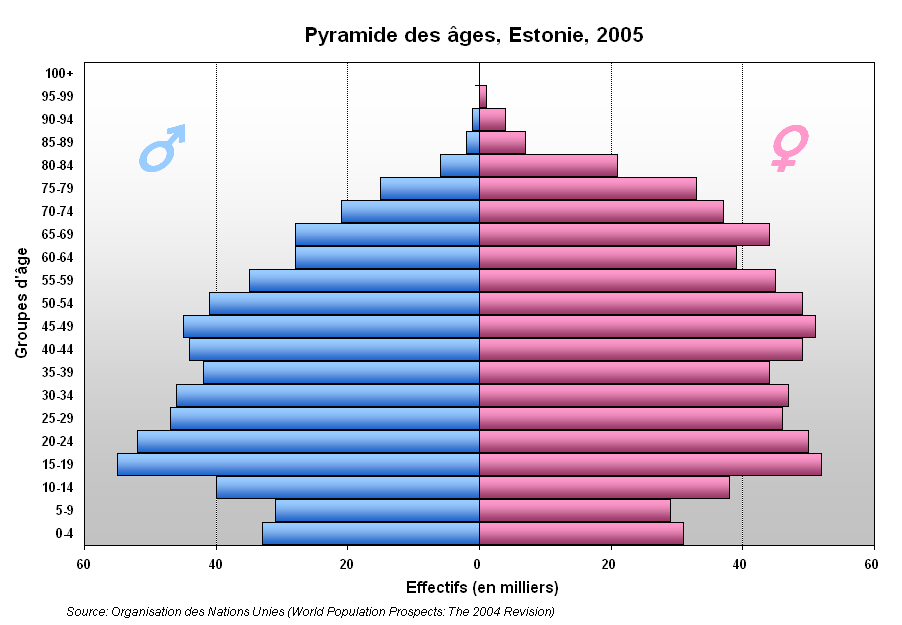
اختلال التوازن بين الجنسين في إستونيا

## عواقب ارتفاع نسبة الجنس

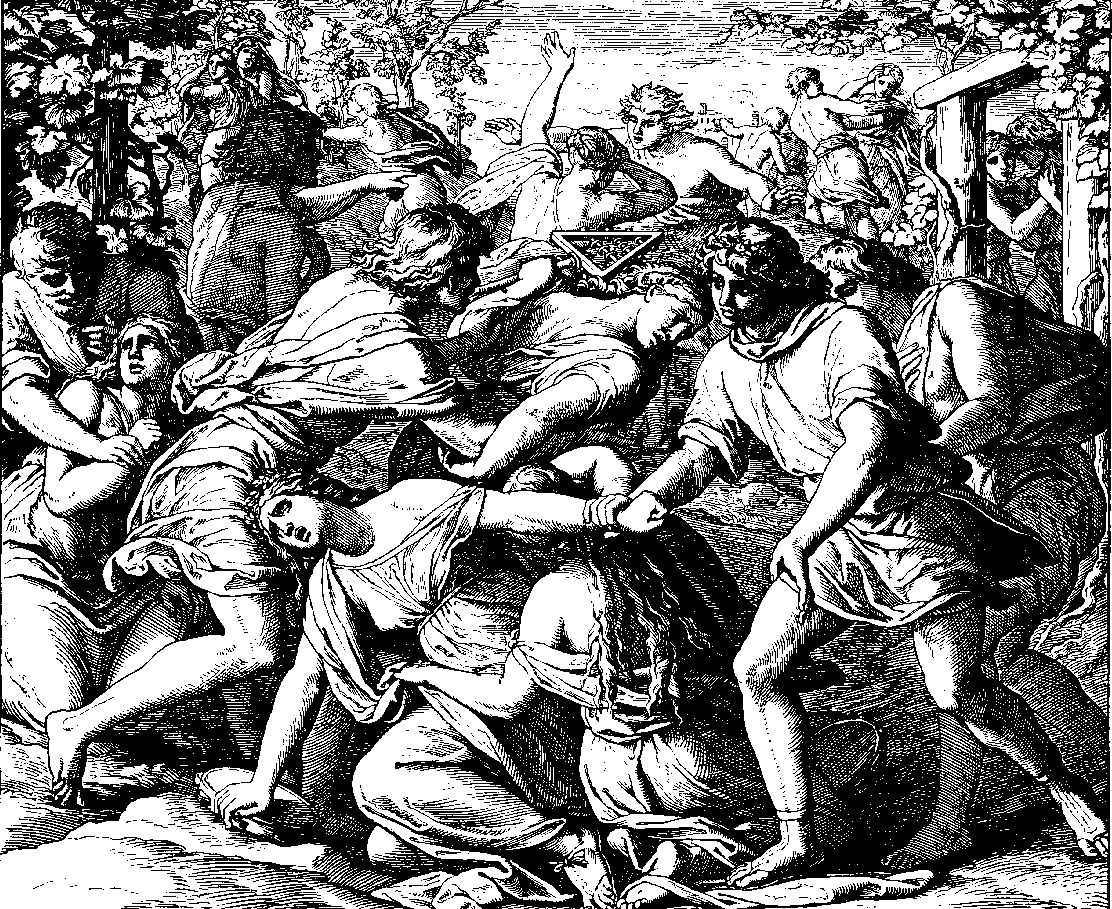
يستولي بنيامين على زوجات من شيلو في هذا النقش الخشبي عام 1860 بواسطة يوليوس شنور فون كارولسفيلد. لم يكن هناك ما يكفي من النساء للزواج بسبب الخسائر الفادحة في معركة جبعة.